# Llista de monuments d'Olius
Llista de monuments d'Olius inclosos en l'Inventari del Patrimoni Arquitectònic Català per al municipi d'Olius (Solsonès). Inclou els inscrits en el Registre de Béns Culturals d'Interès Nacional (BCIN) amb la classificació de monuments històrics, els Béns Culturals d'Interès Local (BCIL) de caràcter immoble i la resta de béns arquitectònics integrants del patrimoni cultural català.
| Monument                                                      | Protecció      | Estil/època                            | Localització                               | Coordenades                                          | Codi?         | Imatge |
| ------------------------------------------------------------- | -------------- | -------------------------------------- | ------------------------------------------ | ---------------------------------------------------- | ------------- | --- |
| Església parroquial de Sant Esteve                            | BCIN 368-MH-EN | Romànic XI                             | Olius                                      | 42° 00′ 38″ N, 1° 33′ 52″ E / 42.010513°N,1.564310°E | RI-51-0012371 | Església parroquial de Sant Esteve (Olius) · Vegeu més fotos d'aquest monument · Carregueu una nova foto d'aquest monument           |
| Castellvell de Solsona, o Santuari del Remei                  | BCIN 1134-MH   | Romànic, gòtic XIII-XVII               | Olius                                      | 41° 59′ 41″ N, 1° 30′ 11″ E / 41.994826°N,1.503088°E | RI-51-0006412 | Castellvell de Solsona (Olius) · Vegeu més fotos d'aquest monument · Carregueu una nova foto d'aquest monument                       |
| Masia de la Torre de Flot                                     | BCIN 4043-MH   | Obra popular, gòtic XI, XV             | Olius Brics                                | 41° 57′ 16″ N, 1° 31′ 11″ E / 41.954491°N,1.519771°E | IPA-17480     | Masia de la Torre de Flot (Olius) · Vegeu més fotos d'aquest monument · Carregueu una nova foto d'aquest monument                    |
| Masia del Vilaró Vell o d'Anseresa                            | BCIN 4044-MH   | Obra popular XI-XII                    | Olius Ctra. Berga, km 7                    | 42° 00′ 00″ N, 1° 35′ 19″ E / 41.999954°N,1.588626°E | IPA-17453     | Masia del Vilaró Vell (Olius) · Vegeu més fotos d'aquest monument · Carregueu una nova foto d'aquest monument                        |
| La Torreta                                                    | BCIN 4045-MH   | Obra popular XI-XIV, XV                | Olius Ctra. Berga, km 4,4                  | 42° 00′ 36″ N, 1° 33′ 55″ E / 42.010085°N,1.565295°E | IPA-17455     | La Torreta (Olius) · Vegeu més fotos d'aquest monument · Carregueu una nova foto d'aquest monument                                   |
| Casa Torregassa                                               |                | Obra popular XIII, XVIII               | Olius Castellvell                          | 41° 58′ 58″ N, 1° 28′ 16″ E / 41.98283°N,1.47106°E   | IPA-17441     | Casa Torregassa (Olius) · Vegeu més fotos d'aquest monument · Carregueu una nova foto d'aquest monument                              |
| Església de Santa Coloma                                      |                | Romànic XI                             | Olius Castellvell, ctra. St. Climent       | 41° 59′ 19″ N, 1° 29′ 36″ E / 41.98865°N,1.49334°E   | IPA-17442     | Església de Santa Coloma (Olius) · Vegeu més fotos d'aquest monument · Carregueu una nova foto d'aquest monument                     |
| Capella de Sant Joan                                          |                | Obra popular XVII                      | Olius Ctra. de Berga, km 3-4               | 42° 00′ 50″ N, 1° 33′ 13″ E / 42.01394°N,1.55372°E   | IPA-17444     | Capella de Sant Joan (Olius) · Vegeu més fotos d'aquest monument · Carregueu una nova foto d'aquest monument                         |
| Casa de l'Alguer                                              |                | Obra popular                           | Olius Ctra. Berga, km 7, esquerra          | 42° 00′ 35″ N, 1° 35′ 05″ E / 42.00985°N,1.58479°E   | IPA-17445     | Casa de l'Alguer (Olius) · Vegeu més fotos d'aquest monument · Carregueu una nova foto d'aquest monument                             |
| Pallarès de Dalt                                              |                | Obra popular XIV, XVIII                | Olius Ctra. Solsona-Bassella, km 6         | 42° 00′ 17″ N, 1° 28′ 58″ E / 42.00467°N,1.48287°E   | IPA-17446     | Pallarès de Dalt (Olius) · Vegeu més fotos d'aquest monument · Carregueu una nova foto d'aquest monument                             |
| Pallarès de Baix                                              |                | Obra popular XI, XIV, XVIII            | Olius Ctra. Solsona-Bassella, km 6         | 42° 00′ 24″ N, 1° 29′ 04″ E / 42.0066°N,1.48446°E    | IPA-17447     | Pallarès de Baix (Olius) · Vegeu més fotos d'aquest monument · Carregueu una nova foto d'aquest monument                             |
| Masia de Moriscots                                            |                | Obra popular XI, XVII                  | Olius Ctra. Berga                          | 42° 00′ 05″ N, 1° 32′ 27″ E / 42.00125°N,1.54097°E   | IPA-17448     | Masia de Moriscots (Olius) · Vegeu més fotos d'aquest monument · Carregueu una nova foto d'aquest monument                           |
| Masia de Comajuncosa                                          |                | Obra popular XII, XVI                  | Olius Ctra. Berga, km 2, esquerra          | 42° 00′ 20″ N, 1° 32′ 37″ E / 42.00561°N,1.54372°E   | IPA-17450     | Masia de Comajuncosa (Olius) · Vegeu més fotos d'aquest monument · Carregueu una nova foto d'aquest monument                         |
| Masia de Golferics                                            |                | Obra popular XII, XV                   | Olius Ctra. Manresa, km 48, dreta          | 41° 58′ 21″ N, 1° 33′ 07″ E / 41.97243°N,1.55187°E   | IPA-17451     | Masia de Golferics (Olius) · Vegeu més fotos d'aquest monument · Carregueu una nova foto d'aquest monument                           |
| La Cotxeria                                                   |                | Obra popular XII, XIV                  | Olius Ctra. Berga, km 4,4, esquerra        | 42° 00′ 31″ N, 1° 33′ 53″ E / 42.00859°N,1.56461°E   | IPA-17452     | La Cotxeria (Olius) · Vegeu més fotos d'aquest monument · Carregueu una nova foto d'aquest monument                                  |
| Ermita de Santa Maria del Vilaró                              |                | Romànic XI                             | Olius Ctra. de Berga, km 7,7               | 41° 59′ 41″ N, 1° 35′ 27″ E / 41.99477°N,1.59082°E   | IPA-17454     | Ermita de Santa Maria del Vilaró (Olius) · Vegeu més fotos d'aquest monument · Carregueu una nova foto d'aquest monument             |
| Els Plans d'Olius                                             |                | Obra popular XII, XVI, XVIII           | Olius Ctra. Berga, km 3,5, esquerra        | 42° 00′ 47″ N, 1° 32′ 27″ E / 42.013°N,1.5408°E      | IPA-17456     | Els Plans d'Olius · Vegeu més fotos d'aquest monument · Carregueu una nova foto d'aquest monument                                    |
| El Vilar de Simosa i la capella                               |                | Obra popular XI, XVII                  | Olius Ctra. Berga                          | 42° 01′ 21″ N, 1° 33′ 12″ E / 42.02244°N,1.55322°E   | IPA-17457     | El Vilar de Simosa i la capella (Olius) · Vegeu més fotos d'aquest monument · Carregueu una nova foto d'aquest monument              |
| Molí dels Cups                                                |                | Obra popular XI                        | Olius Ctra. Berga, km 4,4, esquerra        | 42° 00′ 35″ N, 1° 33′ 57″ E / 42.00981°N,1.5657°E    | IPA-17459     | Molí dels Cups (Olius) · Vegeu més fotos d'aquest monument · Carregueu una nova foto d'aquest monument                               |
| Església de Sant Miquel de Castellvell                        |                | Romànic XI                             | Olius Castellvell, ctra. St. Climent, km 3 | 41° 59′ 40″ N, 1° 30′ 09″ E / 41.99438°N,1.50237°E   | IPA-17460     | Església de Sant Miquel de Castellvell (Olius) · Vegeu més fotos d'aquest monument · Carregueu una nova foto d'aquest monument       |
| Ermita de Sant Pere, o el Cerc                                |                | Romànic XI                             | Olius Ctra. de Berga, km 7                 | 42° 00′ 36″ N, 1° 35′ 00″ E / 42.01008°N,1.58322°E   | IPA-17463     | Ermita de Sant Pere (Olius) · Vegeu més fotos d'aquest monument · Carregueu una nova foto d'aquest monument                          |
| Molí del Pont, antic Molí de Rodamilans                       |                | Obra popular XII                       | Olius Ctra. Berga, km 6                    | 42° 00′ 16″ N, 1° 34′ 20″ E / 42.00446°N,1.57236°E   | IPA-17464     | Molí del Pont (Olius) · Vegeu més fotos d'aquest monument · Carregueu una nova foto d'aquest monument                                |
| Molí de Rocafort                                              |                | Obra popular XI-XII                    | Olius Ctra. Berga, km 3,5 (enderrocat)     | 42° 00′ 49″ N, 1° 33′ 45″ E / 42.01363°N,1.56239°E   | IPA-17465     | Carregueu una nova foto d'aquest monument                                                                                            |
| Masia de Marcús                                               |                | Obra popular XI                        | Olius Ctra. Berga, km 3,5                  | 42° 00′ 29″ N, 1° 33′ 19″ E / 42.00793°N,1.55522°E   | IPA-17467     | Masia de Marcús (Olius) · Vegeu més fotos d'aquest monument · Carregueu una nova foto d'aquest monument                              |
| Casa i capella Sanmiquel                                      |                | Obra popular, neoclassicisme XV, XVIII | Olius Ctra. Berga, km 3,5                  | 42° 01′ 14″ N, 1° 32′ 31″ E / 42.02066°N,1.5419°E    | IPA-17468     | Casa i capella Sanmiquel (Olius) · Vegeu més fotos d'aquest monument · Carregueu una nova foto d'aquest monument                     |
| El Pla d'Olius                                                |                | Obra popular XVII                      | Olius Ctra. Berga, km 3,5, esquerra        | 42° 00′ 27″ N, 1° 32′ 48″ E / 42.00745°N,1.54671°E   | IPA-17472     | El Pla d'Olius · Vegeu més fotos d'aquest monument · Carregueu una nova foto d'aquest monument                                       |
| Cementiri d'Olius                                             |                | Modernisme XX                          | Olius Ctra. Berga, km 4,4                  | 42° 00′ 39″ N, 1° 33′ 46″ E / 42.01097°N,1.56289°E   | IPA-17474     | Cementiri d'Olius · Vegeu més fotos d'aquest monument · Carregueu una nova foto d'aquest monument                                    |
| Església parroquial de Brics, antigament parròquia de Trevics |                | Obra popular XVII                      | Olius Brics                                | 41° 56′ 51″ N, 1° 30′ 43″ E / 41.94747°N,1.51193°E   | IPA-17478     | Parròquia de Brics (Olius) · Vegeu més fotos d'aquest monument · Carregueu una nova foto d'aquest monument                           |
| Capella de Sant Prim                                          |                | Romànic XII                            | Olius Ctra. Torà                           | 41° 57′ 33″ N, 1° 31′ 18″ E / 41.95915°N,1.52161°E   | IPA-17479     | Capella de Sant Prim (Olius) · Vegeu més fotos d'aquest monument · Carregueu una nova foto d'aquest monument                         |
| Casa Rebollosa                                                |                | Obra popular XVIII                     | Olius Brics                                | 41° 57′ 52″ N, 1° 30′ 05″ E / 41.96443°N,1.50126°E   | IPA-17481     | Casa Rebollosa (Olius) · Vegeu més fotos d'aquest monument · Carregueu una nova foto d'aquest monument                               |
| Casa de Cor-de-roure                                          |                | Obra popular XII, XV                   | Olius Brics                                | 41° 58′ 17″ N, 1° 31′ 32″ E / 41.97147°N,1.52551°E   | IPA-17482     | Casa de Cor-de-roure (Olius) · Vegeu més fotos d'aquest monument · Carregueu una nova foto d'aquest monument                         |
| El Pla de Godall                                              |                | Obra popular XVI                       | Olius Brics                                | 41° 57′ 46″ N, 1° 31′ 28″ E / 41.9627°N,1.52433°E    | IPA-17483     | El Pla de Godall (Olius) · Vegeu més fotos d'aquest monument · Carregueu una nova foto d'aquest monument                             |
| Església de Sant Julià de Viladebages                         |                | Romànic XI                             | Olius Brics, ctra. Solsona-Torà, km 7      | 41° 57′ 56″ N, 1° 31′ 57″ E / 41.965621°N,1.532592°E | IPA-17484     | Església de Sant Julià de Viladebages (Olius) · Vegeu més fotos d'aquest monument · Carregueu una nova foto d'aquest monument        |
| Masia de Viladebages                                          |                | Obra popular XII, XVII                 | Olius Brics                                | 41° 58′ 00″ N, 1° 31′ 55″ E / 41.96676°N,1.53188°E   | IPA-17485     | Masia de Viladebages (Olius) · Vegeu més fotos d'aquest monument · Carregueu una nova foto d'aquest monument                         |
| Masia de Viladot, antiga Vila d'Atone o Ottone                |                | Obra popular                           | Olius Brics                                | 41° 57′ 21″ N, 1° 29′ 50″ E / 41.9557°N,1.49735°E    | IPA-17486     | Masia de Viladot (Olius) · Vegeu més fotos d'aquest monument · Carregueu una nova foto d'aquest monument                             |
| Església de Sant Salvador de Sant Just Joval                  |                | Romànic XI                             | Olius Joval, Pi de Sant Just               | 41° 58′ 32″ N, 1° 33′ 46″ E / 41.97554°N,1.56285°E   | IPA-17488     | Església de Sant Salvador de Sant Just Joval (Olius) · Vegeu més fotos d'aquest monument · Carregueu una nova foto d'aquest monument |
| Casa de Sant Just                                             |                | Obra popular XIII, XVII                | Olius Sant Just                            | 41° 58′ 35″ N, 1° 33′ 45″ E / 41.97625°N,1.5625°E    | IPA-17489     | Casa de Sant Just (Olius) · Vegeu més fotos d'aquest monument · Carregueu una nova foto d'aquest monument                            |
| Pont de la Farga                                              |                | Obra popular Medieval                  | Olius Sobre el Cardener                    | 42° 00′ 14″ N, 1° 34′ 19″ E / 42.0039°N,1.57183°E    | IPA-37013     | Pont de la Farga (Olius) · Vegeu més fotos d'aquest monument · Carregueu una nova foto d'aquest monument                             |
| Molí de Ratavilla                                             |                | Obra popular XVII-XVIII                | Olius                                      | 42° 01′ 38″ N, 1° 33′ 47″ E / 42.02729°N,1.56319°E   | IPA-40916     | Molí de Ratavilla (Olius) · Vegeu més fotos d'aquest monument · Carregueu una nova foto d'aquest monument                            |
| Molí de Foix                                                  |                | Obra popular XIX-XX                    | Olius                                      | 42° 02′ 10″ N, 1° 33′ 48″ E / 42.036064°N,1.563299°E | IPA-40917     | Carregueu una nova foto d'aquest monument                                                                                            |
| Forn de Sant Just de Joval                                    |                | Obra popular XIX-XX                    | Olius Sant Just de Joval                   | 41° 58′ 26″ N, 1° 33′ 47″ E / 41.973837°N,1.562989°E | IPA-41388     | Carregueu una nova foto d'aquest monument                                                                                            |
| Pou de Brics                                                  |                | Obra popular                           | Olius                                      | 41° 56′ 50″ N, 1° 30′ 43″ E / 41.947360°N,1.511821°E | IPA-50959     | Carregueu una nova foto d'aquest monument                                                                                            |